# Saque de Amório
O saque de Amório (ou cerco de Amório ou queda de Amório) pelo Califado Abássida em meados de agosto de 838 foi um dos eventos mais importantes na longa história de conflitos entre bizantinos e árabes. A campanha abássida foi liderada pessoalmente pelo califa Almotácime (r. 833–842) em retaliação a uma campanha lançada pelo imperador bizantino Teófilo (r. 829–842) em território do Califado no ano anterior. Almotácime tinha como objetivo Amório (em latim: Amorium), uma cidade fortificada na parte ocidental da Ásia Menor (atual Anatólia), e cidade-natal da dinastia reinante bizantina e, na época, uma das maiores e mais importantes cidades do Império Bizantino. O califa conseguiu reunir um exército excepcionalmente grande e o dividiu em duas partes: uma delas penetrou profundamente em território bizantino na Ásia Menor enquanto que a outra, mais ao norte, derrotou as forças bizantinas lideradas por Teófilo na Batalha de Anzen. As tropas abássidas então convergiram para Ancira, que encontraram abandonada e, após saquear a cidade, o exército árabe marchou para o sul em direção a Amório, onde chegou em 1 de agosto. Confrontado por intrigas em Constantinopla e por uma revolta do grande contingente curramita no exército, Teófilo não conseguiu auxiliar a cidade.
Amório contava com poderosas fortificações e uma grande guarnição, mas um traidor revelou um ponto fraco nas muralhas, o que permitiu que os abássidas concentrassem ali seus ataques até conseguirem abrir uma brecha. Incapazes de romper as linhas do exército sitiante, o comandante daquela seção da muralha tentou, secretamente, negociar com o califa. Ele abandonou seu posto, o que deu uma vantagem aos árabes, que entraram na cidade e a capturaram. Amório foi sistematicamente destruída e jamais recuperou sua antiga prosperidade. Muitos de seus habitantes foram massacrados e o resto foi levado como escravo. A maior parte dos sobreviventes foi solta após uma trégua em 841, mas os oficiais mais importantes foram levados para a capital do califa em Samarra e executados após se recusarem a se converter ao islã. Eles são celebrados pela Igreja Ortodoxa como os 42 mártires de Amório.
A conquista de Amório não foi apenas um enorme desastre militar e uma pesada perda de pessoal para Teófilo, mas também um evento traumático para os bizantinos, com impactos ressoando na literatura nos anos seguintes. O saque não alterou de forma definitiva o balanço de poder na região, que foi vagarosamente pendendo para o lado bizantino, mas conseguiu desacreditar completamente a doutrina do iconoclasma, defendida ardentemente por Teófilo. Como os iconoclastas se apoiavam fortemente nos sucessos militares do imperador para se legitimarem, a queda de Amório contribuiu decisivamente para que a doutrina fosse abandonada logo após a morte de Teófilo em 842.

## Contexto
Por volta de 829, quando o jovem imperador Teófilo ascendeu ao trono bizantino, bizantinos e árabes já vinham lutando de forma esporádica por quase dois séculos. Na época, os ataques árabes foram retomados tanto no oriente, onde, após quase vinte anos de paz por causa da guerra civil abássida, o califa Almamune (r. 813–833) lançou diversos raides de grande porte em território bizantino, quanto no ocidente, onde a gradual conquista muçulmana da Sicília estava em andamento desde 827. Teófilo era um homem ambicioso e um convicto aderente do iconoclasma, doutrina que proibia a representação artística de figuras divinas e a veneração de ícones. Ele buscou reforçar o seu regime e apoiar suas políticas religiosas através de sucessos militares contra o Califado Abássida, o maior adversário do Império Bizantino.
Buscando apoio divino e como resposta aos planos iconófilos contra ele, Teófilo reinstituiu a supressão ativa aos iconófilos e a outros tidos como "heréticos" em junho de 833, apelando inclusive para prisões em massa, exilamentos, surras e confisco de propriedades. Aos olhos bizantinos, Deus parecia de fato estar recompensando esta decisão: Almamune faleceu durante os primeiros estágios de uma nova invasão em grande escala contra o império que acreditava ser o primeiro passo na conquista de Constantinopla, e seu irmão e sucessor, Almotácime, enfrentava problemas para consolidar sua autoridade, principalmente por causa de uma revolta em andamento da seita religiosa dos curramitas sob Pabeco. Esta situação permitiu que Teófilo assegurasse uma série de modestas vitórias nos anos seguintes, além de garantir um reforço ao seu exército de cerca de 14 mil fugitivos curramitas, liderados por Nácer, que foi batizado cristão e recebeu o nome de Teófobo. Os sucessos do imperador não foram particularmente espetaculares, mas vindos após duas décadas de derrotas e guerras civis sob os imperadores iconófilos, Teófilo se sentiu justificado o suficiente para reivindicá-las como uma confirmação divina de suas políticas religiosas. Consequentemente, ele passou a associar-se publicamente à memória do imperador iconoclasta e militarmente vitorioso Constantino V (r. 741–775), além de emitir um novo tipo de fólis em cobre, cunhado em enormes quantidades e que o retratavam como o arquetípico imperador romano vitorioso.
Em 837, Teófilo — incitado pelos pressionados curramitas de Pabeco — decidiu tirar vantagem da preocupação do Califado com a supressão da revolta dos curramitas e liderou uma grande campanha contra os emirados fronteiriços. Ele reuniu um enorme exército[a], com cerca de 70 mil soldados e 100 mil pessoas no total de acordo com Atabari, e invadiu o território árabe na região do Eufrates sem enfrentar quase nenhuma oposição. Os bizantinos tomaram as cidades de Sozópetra e Arsamósata, devastaram e saquearam a zona rural, extorquiram cidades em troca de não atacá-las e derrotaram diversas pequenas forças árabes na região. Quando Teófilo retornou para casa para celebrar um triunfo e ser aclamado no Hipódromo de Constantinopla como o "campeão incomparável", os refugiados de Sozópetra começaram a chegar à capital de Almotácime, Samarra. A corte do califa se sentiu ultrajada pela brutalidade e pela insolência dos raides: não apenas os bizantinos apoiaram abertamente os rebeldes curramitas, como também, durante o saque de Sozópetra — que algumas fontes referem como sendo a cidade-natal do califa[b] —, todos os prisioneiros do sexo masculino foram executados e o restante da população, vendida como escravos. Aumentando o horror do relato, algumas das prisioneiras alegaram terem sido estupradas pelos curramitas de Teófilo. A campanha do imperador não conseguiu, porém, salvar Pabeco e seus seguidores que, no final de 837, foram expulsos de suas fortalezas nas montanhas pelo general Alafexim. Pabeco fugiu para o Emirado da Armênia, mas foi traído, entregue aos abássidas e morreu sob tortura.
Com a ameaça curramita resolvida, o califa começou a reagrupar suas forças para uma campanha retaliatória contra o Império Bizantino. Um gigantesco exército árabe se reuniu em Tarso; de acordo com o relato mais confiável, o de Miguel, o Sírio, ele consistia de 80 mil homens, 30 mil servos e seguidores e mais de 70 mil animais de carga. Outros autores apresentam números ainda maiores, variando de 200 mil até as 500 mil pessoas relatadas por Almaçudi[a]. Ao contrário das campanhas anteriores, que não foram muito além de atacar os fortes da zona fronteiriça, esta expedição tinha como objetivo penetrar profundamente na Ásia Menor e executar a vingança desejada pelo califa. A grande cidade de Amório era o grande prêmio. As crônicas árabes relatam que Almotácime havia pedido aos seus conselheiros que nomeassem a "mais inacessível e poderosa" fortaleza bizantina e eles lhe responderam que esta seria Amório, "onde nenhum muçulmano esteve desde o aparecimento do islã. Ela é o olho e a fundação da cristandade; entre os bizantinos, é mais famosa que Constantinopla". De acordo com as fontes bizantinas, o califa mandou escrever o nome da cidade nos escudos e nas flâmulas de seus soldados. Capital do poderoso Tema Anatólio, a cidade estava estrategicamente localizada na margem ocidental do Planalto da Anatólia e controlava a principal rota meridional utilizada pelas invasões árabes. Na época, Amório era uma das maiores cidades do Império Bizantino, atrás apenas da capital imperial. Era também a cidade-natal do pai de Teófilo, Miguel II, o Amoriano (r. 820–829) e, provavelmente, do próprio imperador. Por conta de sua importância estratégica, a cidade foi alvo frequente de ataques árabes durante os séculos VII e VIII, e diz-se que o predecessor de Almotácime, Almamune, planejava atacá-la quando morreu em 833.

## Primeiros atos da campanha: Anzen e Ancira
O califa dividiu suas forças em duas: um destacamento de 10 mil turcos sob Alafexim foi enviado para se juntar ao emir Ambros (Omar Alacta) e as tropas armênias de Vaspuracânia numa invasão do Tema Armeníaco pelo passo de Adata, enquanto que o exército principal, comandado pelo próprio califa, invadiria a Capadócia pelas Portas da Cilícia. A força de vanguarda do exército era comandada por Axinas, com Itaque comandando a direita, Jafar ibne Dinar Alfaiate, a esquerda, e Ujaife ibne Ambaçá, o centro. As duas forças se juntariam novamente em Ancira antes de marcharem juntas para Amório. Do lado bizantino, Teófilo logo ficou sabendo das intenções do califa e partiu de Constantinopla no início de junho. Seu exército incluía homens dos temas anatólios e, possivelmente, também dos europeus, os tagmas (regimentos de elite) e também os curramitas. Os bizantinos esperavam que o exército árabe marchasse para o norte, na direção de Ancira, após passar pelas Portas da Cilícia, e então se voltasse para o sul em direção a Amório, mas também era possível que os árabes marchassem diretamente pela planície capadócia em direção a Amório. Apesar dos conselhos dos generais para que a cidade fosse evacuada — com a intenção de anular o objetivo principal da campanha árabe e manter o exército unido — Teófilo resolveu reforçar a guarnição da cidade com Aécio, o estratego dos anatólios, e homens dos tagmas dos excubitores e dos viglas.
Com o resto do exército, Teófilo então marchou para se colocar entre as Portas da Cilícia e Ancira, acampando na margem norte do rio Hális perto de um dos vaus na região. Axinas cruzou as Portas em 19 de junho e o próprio califa com seu exército passou por ali dois dias depois. O avanço árabe era lento e cuidadoso. Ansioso por evitar uma emboscada e para saber da localização do imperador, Almotácime proibiu Axinas de avançar muito adentro na região da Capadócia. O general enviou diversos destacamentos de batedores para capturar alguns prisioneiros e, com as informações extraídas deles, finalmente conseguiu descobrir o paradeiro de Teófilo às margens do Hális, onde ele aguardava o avanço árabe. Ao mesmo tempo, por volta de meados de julho, Teófilo soube da chegada do exército sul de Alafexim, composto de aproximadamente 30 mil homens, à planície de Dazimo. Deixando parte de seu exército sob o comando de um parente com a missão de guardar o vau no Hális, Teófilo partiu imediatamente com a maior parte de seu exército — por volta de 40 mil pessoas de acordo com Miguel, Sírio — para enfrentar a força numericamente inferior dos árabes. Almotácime soube da marcha de Teófilo através de seus prisioneiros e tentou alertar Alafexim, mas o imperador foi mais rápido e enfrentou o exército do general árabe na batalha de Anzen, na planície de Dazimo, em 22 de julho. Apesar de algum sucesso inicial, o exército bizantino terminou derrotado e debandou, enquanto que Teófilo, com sua guarda, foi cercado e quase não conseguiu escapar.
O imperador rapidamente reagrupou suas forças e enviou o general Teodoro Crátero para Ancira, que encontrou a cidade completamente abandonada e recebeu novas ordens para reforçar a guarnição de Amório. Em seguida, Teófilo foi forçado a retornar para Constantinopla pois rumores sobre sua morte em Anzen haviam incitado diversos complôs com o objetivo de declarar um novo imperador. Ao mesmo tempo, os curramitas, organizados em Sinope, se revoltaram e declaram seu relutante comandante, Teófobo, imperador. Afortunadamente para o Império, Teófobo manteve uma atitude passiva e não tentou confrontar Teófilo e nem se juntar a Almotácime A vanguarda do califa, comandada por Axinas, chegou a Ancira em 26 de julho. Os habitantes, que haviam se refugiado em minas nas redondezas, foram descobertos e aprisionados após uma breve escaramuça com um destacamento árabe sob o comando de Maleque ibne Caidar Alçafadi. Os bizantinos, alguns dos quais eram soldados que haviam fugido de Anzen, informaram os árabes sobre a vitória de Alafexim, que ficaram tão contentes que os libertaram. As outras duas forças árabes (a do califa e a de Alafexim) chegaram a Ancira no decorrer dos dias seguintes e, depois de saquear a cidade deserta, o exército árabe reunido marchou para o sul em direção a Amório.

## Cerco e queda de Amório

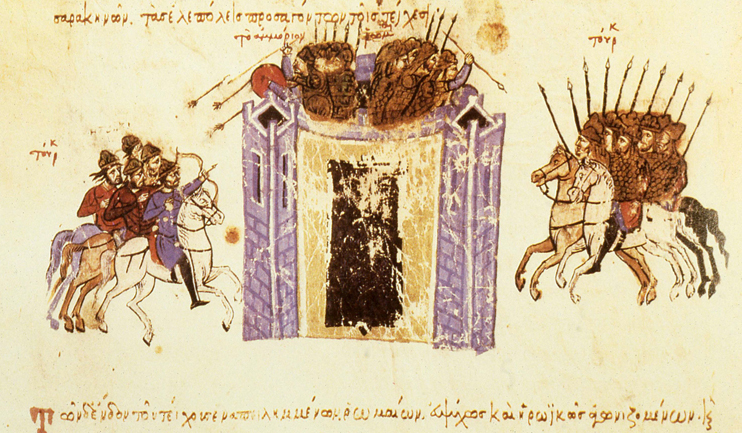
Cerco de Amório.
Iluminura no Escilitzes de Madrid

O exército árabe marchou em três corpos separados, com Axinas novamente na vanguarda, o califa no meio e Alafexim na retaguarda. Saqueando a zona rural conforme avançavam, eles chegaram diante de Amório sete dias depois de terem partido de Ancira, iniciando o cerco em 1 de agosto. Teófilo, ansioso para evitar a queda da cidade, partiu de Constantinopla em direção a Dorileia e, de lá, enviou uma embaixada a Almotácime. Seus enviados, que chegaram pouco antes ou durante os primeiros dias do cerco, ofereceram garantias de que as atrocidades de Sozópetra foram contra as ordens do imperador e prometeram ajuda para reconstruir a cidade, além do retorno de todos os prisioneiros muçulmanos e o pagamento de um tributo. O califa, porém, não apenas se recusou a negociar como manteve os enviados em seu campo para que eles pudessem testemunhar o cerco.
As fortificações da cidade eram poderosas, com um largo fosso e uma grossa muralha guardada por 44 torres, de acordo com o geógrafo contemporâneo ibne Cordadebe, e o califa nomeou cada um de seus generais como responsável por atacar uma seção da muralha. Tanto os sitiantes quanto os sitiados tinham muitas armas de cerco e, por três dias, ambos os lados trocaram projéteis enquanto os escavadores tentavam enfraquecer as muralhas com túneis. De acordo com os relatos árabes, um prisioneiro muçulmano que havia se convertido ao cristianismo desertou e informou ao califa sobre uma seção da muralha que havia sido muito danificada durante um período de pesadas chuvas e que fora apenas apressadamente — e superficialmente — consertada por negligência do comandante da guarnição. Como resultado, os árabes concentraram seus esforços ali. Os defensores tentaram proteger a muralha pendurando traves de madeira para absorver o choque dos projéteis, mas elas se despedaçaram após dois dias e uma brecha se abriu. Imediatamente Aécio percebeu que a defesa da cidade estava comprometida e decidiu tentar romper o cerco durante a noite para se juntar ao exército de Teófilo. Ele enviou dois mensageiros ao imperador, mas ambos foram capturados pelos árabes e levados perante o califa. Ambos concordaram em se converter ao islã e Almotácime, após conceder-lhes uma rica recompensa, os desfilou à frente da muralha, à vista de Aécio e de suas tropas. Para evitar uma tentativa de fuga, os árabes reforçaram a vigilância mantendo constantes patrulhas a cavalo mesmo durante a noite.
Os árabes então lançaram repetidos ataques à brecha na muralha, mas os defensores conseguiram se manter firmes. Num primeiro momento, segundo Atabari, catapultas manejadas por quatro homens foram colocadas em plataformas sobre rodas, torres móveis com dez homens cada foram construídas e avançaram até a beirada do fosso, que os soldados então começaram a encher com peles de cordeiro (dos animais que acompanhavam o exército para alimentá-lo) cheias de terra. Porém, o caminho pelo fosso ficou muito irregular, pois os soldados temiam o fogo das catapultas bizantinas obrigando Almotácime a ordenar que terra fosse lançada sobre as peles para pavimentar o caminho até a muralha. Uma torre foi empurrada sobre o fosso cheio, mas acabou atolada no meio do caminho e ela, assim como as demais torres, tiveram que ser abandonadas e terminaram queimadas. No dia seguinte, outro ataque, liderado por Axinas, fracassou por causa da largura da brecha na muralha, que era muito estreita. O califa então ordenou que catapultas fossem levadas até o local para tentar alargá-la. Nos dias seguintes, Alafexim e Itaque atacaram novamente, sem sucesso. Os defensores bizantinos foram gradualmente sendo consumidos pelos constantes assaltos e, depois de aproximadamente duas semanas de cerco (a data é interpretada como sendo 12, 13 ou 15 de agosto pelos escritores modernos), Aécio enviou uma embaixada liderada pelo bispo da cidade, oferecendo a rendição de Amório em troca de um salvo-conduto para os habitantes e a guarnição, mas o califa rejeitou. Porém, o comandante bizantino Boiditzes, que estava a cargo da seção da muralha onde estava a brecha, decidiu conduzir suas próprias negociações com o califa, provavelmente com o objetivo de trair sua posição. Ele foi até o campo dos abássidas deixando ordens para que seus homens não oferecessem resistência até que ele voltasse. Enquanto Boiditzes conversava com o califa, os árabes se aproximaram da brecha e, após um sinal, invadiram a cidade. Tomados de surpresa, a resistência bizantina foi esporádica: alguns soldados montaram barricadas num mosteiro e foram queimados vivos, enquanto que Aécio, juntamente com seus oficiais, buscaram refúgio numa torre antes de serem forçados a se render.
A cidade foi minuciosamente saqueada e pilhada; de acordo com os relatos árabes, a venda dos espólios durou cinco dias. O cronista bizantino Teófanes Continuado menciona 70 mil mortos, enquanto que o árabe Almaçudi registrou 30 mil. A população sobrevivente, escravizada, foi dividida entre os líderes do exército, com exceção dos líderes militares e civis, que foram colocados à disposição do califa. Após permitir que os enviados de Teófilo retornassem com as notícias da queda de Amório, Almotácime queimou a cidade completamente deixando apenas as muralhas da cidade relativamente intactas.

## Resultados

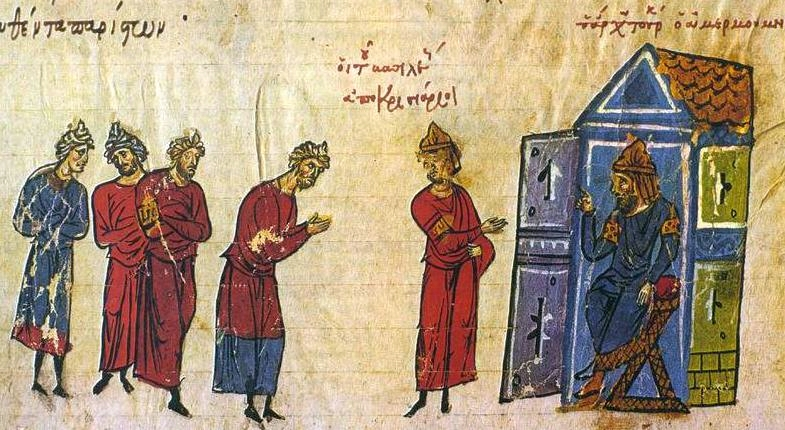
Embaixada do turmarca Basílio a Almotácime (sentado) após a queda de Amório.
Iluminura no Escilitzes de Madrid

Imediatamente após o saque, rumores chegaram ao califa dando conta que Teófilo estaria avançando para atacá-lo. Almotácime enviou seu exército numa marcha de um dia ao longo da estrada que seguia para Dorileia, mas não encontrou sinais de um ataque bizantino. De acordo com Atabari, o califa ponderava estender sua campanha para atacar Constantinopla quando notícias chegaram sobre uma revolta liderada por seu sobrinho, Abas ibne Almamune. Almotácime foi forçado então a interromper sua campanha e a retornar rapidamente para defender seu reino, deixando intactas as fortalezas à volta de Amório e o exército de Teófilo em Dorileia. Tomando a rota mais curta a partir de Amório até às Portas da Cilícia, tanto o exército do califa quanto seus prisioneiros sofreram durante a marcha pela região árida da Anatólia Central. Alguns prisioneiros ficaram tão exaustos que não mais conseguiam marchar e foram executados, enquanto outros se aproveitaram da situação para fugir. Em retaliação, Almotácime, após separar os mais importantes dentre eles, mandou executar o resto, num total de seis mil prisioneiros mortos.
Teófilo enviou então uma segunda embaixada ao califa, liderada pelo turmarca de Carsiano, Basílio, levando presentes e uma carta apologética que oferecia um resgate de 6 500 quilos de ouro e a libertação de todos os prisioneiros árabes em troca dos prisioneiros bizantinos mais importantes. Na resposta, Almotácime recusou o resgate afirmando que a expedição em si havia lhe custado mais de 32 500 quilos de ouro e exigiu a libertação de Teófobo e do doméstico das escolas Manuel, o Armênio, que, anos antes, havia desertado para os árabes. O embaixador bizantino se recusou a aceitar o pedido, algo que, na verdade, ele não poderia tê-lo feito de qualquer forma, uma vez que Teófobo estava em revolta aberta contra o imperador e Manuel provavelmente estava morto. Ao invés disso, Basílio entregou ao califa uma segunda carta de Teófilo, muito mais ameaçadora. Almotácime, enfurecido, devolveu todos os presentes do imperador.
Após o saque de Amório, Teófilo buscou a ajuda de outras potências contra a ameaça abássida: embaixadas foram enviadas tanto para o imperador do ocidente, Luís, o Piedoso (r. 813–840), quanto para a corte do emir de Córdova, o omíada Abderramão II (r. 822–852). Os enviados bizantinos foram recebidos com honras, mas nenhuma ajuda se materializou. Os abássidas, porém, não conseguiram explorar o seu sucesso. Continuaram os conflitos entre os dois impérios, com raides e contra-raides ano após ano, mas, após alguns sucessos bizantinos, uma trégua e uma troca de prisioneiros que excluía os cativos mais importantes de Amório, foi firmada em 841. No ano de sua morte, em 842, Almotácime estava preparando outra invasão em grande escala, mas a frota que ele havia preparado para atacar Constantinopla foi destruída numa tempestade na costa do cabo Quelidônia. Após a morte do califa, o Califado entrou num prolongado período de agitação e a batalha de Mauropótamo, em 844, foi o último grande confronto árabe-bizantino até à década de 850.
Entre os magnatas bizantinos capturados em Amório, o estratego Aécio foi executado logo após a captura da cidade, provavelmente, como o historiador Warren Treadgold sugere, em retaliação à segunda carta de Teófilo ao califa. Após anos no cativeiro e sem esperança de um resgate, o resto dos prisioneiros foi forçado a se converter ao islã. Quando eles se recusaram, foram executados em Samarra em 6 de março de 845, e são celebrados pela Igreja Ortodoxa como os 42 mártires de Amório. Diversos contos também surgiram sobre Boiditzes e sua traição. De acordo com a lenda dos 42 mártires, ele se converteu ao islã, mas foi, mesmo assim, executado pelo califa juntamente com outros prisioneiros; ao contrário dos demais, porém, cujos corpos, segundo a lenda, "milagrosamente" flutuaram nas águas do rio Tigre, o dele afundou.

## Impacto
O saque de Amório foi um dos eventos mais devastadores na longa história dos raides árabes na Anatólia. Teófilo supostamente ficou doente após a queda da cidade e, ainda que tenha se recuperado, sua saúde permaneceu frágil até à sua morte três anos depois. Posteriormente, os historiadores bizantinos atribuíram sua morte antes dos trinta anos de idade à sua tristeza pela perda da cidade, embora este fato seja muito provavelmente uma lenda. A queda de Amório inspirou diversas lendas e histórias entre os bizantinos que podem ser encontradas em obras literárias sobreviventes como a "Canção de Armuris" ou a balada "Kastro tis Orias" ("Castelo da Bela Donzela"). Os árabes, por outro lado, celebram a captura de Amório, que se tornou o tema da famosa "Ode à Conquista de Amório" de Abu Tamam.[c]
Na realidade, o impacto militar para o Império Bizantino foi limitado: além da guarnição e a população da própria cidade, o exército bizantino em Anzen parece ter sofrido poucas baixas, a revolta dos curramitas foi suprimida sem derramamento de sangue no ano seguinte e seus soldados foram reintegrados ao exército bizantino. Ancira foi rapidamente reconstruída e reocupada, assim como Amório, que, contudo, jamais recuperou o esplendor anterior. A capital do Tema Anatólio foi transferida temporariamente para Políboto De acordo com uma análise de Warren Treadgold, as derrotas do exército imperial em Anzen e Amório foram, em grande parte, resultado das circunstâncias ao invés de incapacidades ou inadequações de fato. Além disso, a campanha bizantina sofreu com a confiança exagerada de Teófilo, demonstrada tanto em sua disposição de dividir suas forças quando confrontado por exércitos árabes maiores em número quanto em sua confiança, também exagerada, nos curramitas. Ainda assim, a derrota incitou Teófilo a realizar uma grande reorganização de seu exército, o que incluiu a criação de novos comandos de fronteira e o fim das tropas curramitas.
O resultado mais duradouro da queda de Amório, porém, foi religioso ao invés de militar. O iconoclasma supostamente traria o favorecimento divino e asseguraria vitórias militares, mas nem as deficiências do exército e nem a suposta traição de Boiditzes conseguiram diminuir o fato de que a queda de Amório era "um desastre humilhante, comparável às piores derrotas de qualquer dos imperadores iconófilos" (Whittow), comparável, ainda na memória recente da população, à devastadora derrota sofrida por Nicéforo I, o Logóteta (r. 802–811) na batalha de Plisca. Como Treadgold escreveu, "o resultado não provou exatamente que o iconoclasma estava errado ... mas ele de fato roubou dos iconoclastas para sempre o seu mais persuasivo argumento frente aos indecisos, o de que o iconoclasma vencia batalhas". Pouco mais de um ano após a morte de Teófilo, em 11 de março de 843, a veneração dos ícones foi restaurada e o iconoclasma foi declarado herético.